# Johann Heinrich Lennartz
Johann Heinrich Lennartz (* 10. März 1896 in Orsbeck; † 29. April 1975 in Aachen) war Bürgermeister für die Stadt und das Amt Werl
von 1945 bis 1946, er gehörte der Zentrumspartei an. Zuvor war er Stadtoberinspektor und seit 1923 in Diensten der Stadt Werl.
Am 8. April 1945 besetzten amerikanische Infanterie- und Panzereinheiten die Stadt. Am 9. April 1945 wurde Lennartz von den Amerikanern zum Bürgermeister ernannt. Die Briten übernahmen am 15. Juni 1945 das Kommando in der Stadt, er behielt weiterhin sein Amt in der nun britischen Zone.
Anlässlich der ersten demokratischen Gemeindewahlen in der Nachkriegszeit war die Amtszeit von Lennartz am 15. September 1946 beendet. Sein Nachfolger wurde Theodor Nottebaum.
Lennartz war anschließend von 1946 bis 1955 Stadtdirektor in Werl.